# Lee Butte Lookout Tower and Cabin
La Lee Butte Lookout Tower and Cabin est une station composée d'une tour de guet et d'une cabane du comté de Coconino, en Arizona, dans le sud-ouest des États-Unis. Protégé au sein de la forêt nationale de Coconino, cet ensemble architectural construit en 1933 est inscrit au Registre national des lieux historiques depuis le 28 janvier 1988.